# Volleyball-Europameisterschaft der Frauen 2007
Die Volleyball-Europameisterschaft der Frauen 2007 fand vom 20. bis 30. September 2007 in Belgien und Luxemburg statt. Die deutsche Mannschaft belegte nach dem elften Platz bei der EM 2005 diesmal den sechsten Rang. Neuer Europameister wurde Italien. Zum ersten Mal nahmen 16 Mannschaften teil. Die Spiele wurden in Charleroi, Hasselt und Luxemburg ausgetragen.

## Modus
Das Turnier begann mit einer Vorrunde in vier Gruppen (A–D) mit je vier Mannschaften. Der Sieger eines Gruppenspiels erhielt zwei Punkte, der Verlierer einen Punkt. Die besten drei Teams jeder Gruppe erreichten die zweite Runde. Dort wurden zwei Sechsergruppen (E und F) gebildet, wobei die Ergebnisse aus den direkten Duellen der ersten Runde übernommen wurden. Die beiden besten Mannschaften der beiden Gruppen erreichten das Halbfinale, in dem die Paarungen ausgelost wurden. Die Halbfinalsieger ermittelten im Endspiel den neuen Europameister, die Verlierer spielten um den dritten Platz. Die anderen Platzierungsspiele fanden nicht statt.

## Spielplan

### Erste Runde
Die deutschen Frauen, die kurz vor dem WM bei der Grand-Prix-Qualifikation fünf Spiele in Serie gewonnen hatten, begannen das Turnier in der Gruppe A mit einer deutlichen Niederlage gegen Italien. Mit den folgenden Siegen gegen Aserbaidschan und Belarus konnte sich die Mannschaft von Giovanni Guidetti dennoch für die nächste Runde qualifizieren. Die Italiener sicherten sich ungeschlagen den Gruppensieg, während Aserbaidschan der Auftakterfolg gegen Belarus reichte, um in die Zwischenrunde einzuziehen.
In der Gruppe B wurde es für Polen von Spiel zu Spiel knapper, aber der Titelverteidiger blieb ohne Niederlage. Tschechien kam nach der Niederlage gegen Polen mit einem 3:0 gegen Spanien weiter. Die Frauen aus Bulgarien mussten in allen drei Vorrunden-Begegnungen über fünf Sätze gehen und erreichten mit einem Sieg die Zwischenrunde.
| Gruppe A in Charleroi |               |       |        |       |
| Platz                 | Team          | Sätze | Punkte | BPQ   |
| 1.                    | Italien       | 9:1   | 6      | 1,290 |
| 2.                    | Deutschland   | 6:4   | 5      | 1,168 |
| 3.                    | Aserbaidschan | 3:6   | 4      | 0,891 |
| 4.                    | Belarus       | 2:9   | 3      | 0,748 |

| 20. September | Aserbaidschan | Belarus       | 3:0 |
|               | Deutschland   | Italien       | 0:3 |
| 21. September | Deutschland   | Aserbaidschan | 3:0 |
| 22. September | Deutschland   | Belarus       | 3:1 |
|               | Italien       | Aserbaidschan | 3:0 |
| 23. September | Belarus       | Italien       | 1:3 |

| Gruppe B in Hasselt |            |       |        |       |
| Platz               | Team       | Sätze | Punkte |       |
| 1.                  | Polen      | 9:3   | 6      | 1,104 |
| 2.                  | Tschechien | 7:5   | 5      | 1,081 |
| 3.                  | Bulgarien  | 7:8   | 4      | 0,939 |
| 4.                  | Spanien    | 2:9   | 3      | 0,898 |

| 20. September | Spanien    | Bulgarien  | 2:3 |
| 21. September | Bulgarien  | Tschechien | 2:3 |
|               | Polen      | Spanien    | 3:0 |
| 22. September | Tschechien | Polen      | 1:3 |
| 23. September | Tschechien | Spanien    | 3:0 |
|               | Bulgarien  | Polen      | 2:3 |

Ohne Satzverlust belegte Russland den ersten Platz in der Gruppe C und bezwang zum Abschluss auch Frankreich mit 3:0. Die Französinnen hatten zuvor mit zwei Siegen die Qualifikation für die Zwischenrunde geschafft. Ganz knapp gelang dies auch der Türkei. Nach zwei 0:3-Niederlagen lagen die Türkinnen auch gegen Kroatien bereits 0:2 zurück, ehe sie das Spiel noch zum 3:2 drehten.
In Gruppe D blieb keine Mannschaft ungeschlagen. Die Niederlande unterlagen nach zwei Siegen im Tiebreak gegen Serbien, das zum Auftakt mit 3:2 gegen die Slowakei verloren hatte. Mit einem 3:0 gegen denselben Gegner zog Belgien in die nächste Runde ein.
| Gruppe C in Charleroi |            |       |        |       |
| Platz                 | Team       | Sätze | Punkte | BPQ   |
| 1.                    | Russland   | 9:0   | 6      | 1,232 |
| 2.                    | Frankreich | 6:4   | 5      | 1,036 |
| 3.                    | Türkei     | 3:8   | 4      | 0,940 |
| 4.                    | Kroatien   | 3:9   | 3      | 0,873 |

| 20. September | Russland   | Kroatien   | 3:0 |
| 21. September | Kroatien   | Frankreich | 1:3 |
|               | Türkei     | Russland   | 0:3 |
| 22. September | Frankreich | Türkei     | 3:0 |
| 23. September | Frankreich | Russland   | 0:3 |
|               | Kroatien   | Türkei     | 2:3 |

| Gruppe D in Hasselt |             |       |        |       |
| Platz               | Team        | Sätze | Punkte |       |
| 1.                  | Niederlande | 8:4   | 5      | 1,149 |
| 2.                  | Serbien     | 8:7   | 5      | 1,101 |
| 3.                  | Belgien     | 6:6   | 4      | 0,969 |
| 4.                  | Slowakei    | 3:8   | 4      | 0,775 |

| 20. September | Slowakei    | Serbien     | 3:2 |
|               | Niederlande | Belgien     | 3:1 |
| 21. September | Niederlande | Slowakei    | 3:0 |
| 22. September | Serbien     | Niederlande | 3:2 |
|               | Belgien     | Slowakei    | 3:0 |
| 23. September | Serbien     | Belgien     | 3:2 |

### Zweite Runde
In Gruppe E, die aus den besten Mannschaften der Gruppen A und C gebildet wurde, gewann Deutschland zum Auftakt der Zwischenrunde nach einem knappen dritten Satz 3:0 gegen die Türkei. Nach der anschließenden Niederlage gegen Russland hatte das DVV-Team allerdings keine Chance mehr auf das Halbfinale, für das sich die Russinnen und die Italienerinnen qualifizierten. Am letzten Spieltag schafften die Frauen aus Italien den Gruppensieg, während den Deutschen mit einem Erfolg gegen Frankreich und Platz sechs die Qualifikation für die nächste EM gelang.
In Gruppe F mit den besten Teams der Gruppen B und D gelang Polen mit drei weiteren Siegen der Einzug unter die besten Vier. Die Niederlande blieben bei ihren beiden Erfolge ohne Satzverlust, verpassten aber durch die Niederlage gegen Polen die Qualifikation für das Halbfinale, weil Serbien sich gegen Tschechien durchsetzte.
| Gruppe E in Charleroi |               |       |        |       |
| Platz                 | Team          | Sätze | Punkte | BPQ   |
| 1.                    | Italien       | 15:1  | 10     | 1,339 |
| 2.                    | Russland      | 12:3  | 9      | 1,151 |
| 3.                    | Deutschland   | 9:6   | 8      | 1,073 |
| 4.                    | Frankreich    | 7:10  | 7      | 0,914 |
| 5.                    | Türkei        | 3:12  | 6      | 0,902 |
| 6.                    | Aserbaidschan | 1:15  | 5      | 0,739 |

| 25. September | Italien       | Frankreich | 3:1 |
|               | Deutschland   | Türkei     | 3:0 |
|               | Aserbaidschan | Russland   | 0:3 |
| 26. September | Italien       | Türkei     | 3:0 |
|               | Deutschland   | Russland   | 0:3 |
|               | Aserbaidschan | Frankreich | 1:3 |
| 27. September | Italien       | Russland   | 0:3 |
|               | Deutschland   | Frankreich | 3:0 |
|               | Aserbaidschan | Türkei     | 0:3 |

| Gruppe F in Hasselt |             |       |        |       |
| Platz               | Team        | Sätze | Punkte | BPQ   |
| 1.                  | Polen       | 15:4  | 10     | 1,171 |
| 2.                  | Serbien     | 11:8  | 9      | 1,086 |
| 3.                  | Niederlande | 12:7  | 8      | 1,059 |
| 4.                  | Belgien     | 9:11  | 7      | 0,956 |
| 5.                  | Tschechien  | 5:14  | 6      | 0,904 |
| 6.                  | Bulgarien   | 6:15  | 5      | 0,873 |

| 25. September | Bulgarien  | Niederlande | 0:3 |
|               | Polen      | Serbien     | 3:0 |
|               | Tschechien | Belgien     | 1:3 |
| 26. September | Bulgarien  | Serbien     | 1:3 |
|               | Tschechien | Niederlande | 0:3 |
|               | Polen      | Belgien     | 3:0 |
| 27. September | Tschechien | Serbien     | 0:3 |
|               | Polen      | Niederlande | 3:1 |
|               | Bulgarien  | Belgien     | 1:3 |

### Platzierungsspiele
Alle Spiele der Finalrunde fanden in Luxemburg statt. Im ersten Halbfinale bezwang Italien den viermaligen Europameister Russland in drei Sätzen. Anschließend setzte sich Serbien gegen Titelverteidiger Polen ebenfalls ohne Satzverlust durch. Die Russinnen gewannen das Spiel um den dritten Platz gegen Polen und erreichten damit die gleiche Platzierungen wie bei der vorherigen Europameisterschaft. Die Italienerinnen blieben auch im Endspiel ohne Satzverlust und holten zwei Jahre nach dem Gewinn der Silbermedaille erstmals den Titel.
|  | Halbfinale       | Halbfinale    |               |   | Finale        | Finale        |
|  |                  |               |               |   |               |               |
|  | Italien          | 3             |               |   |               |               |
|  | Russland         | 0             |               |   |               |               |
|  | 29. September    |               |               |   |               |               |
|  |                  |               | 30. September |   |               |               |
|  | Italien          | 3             |               |   |               |               |
|  |                  | Serbien       | 0             |   |               |               |
|  |                  |               |               |   |               |               |
|  | Spiel um Platz 3 |               |               |   |               |               |
|  | 29. September    | 29. September | Russland      | 3 |               |               |
|  | Serbien          | 3             | Polen         | 1 |               |               |
|  | Polen            | 0             |               |   | 30. September | 30. September |

## Endstand
| Rang                       | Team          | Sätze       | BPQ         |
| Finalrunden                | Finalrunden   | Finalrunden | Finalrunden |
| -------------------------- | ------------- | ----------- | ----------- |
| 1                          | Italien       | 21:1        | 1,092       |
| 2                          | Serbien       | 14:11       | 1,059       |
| 3                          | Russland      | 15:7        | 1,092       |
| 4                          | Polen         | 16:10       | 1,074       |
| Nicht im Halbfinale        |               |             |             |
| 5                          | Niederlande   | 12:7        | 1,059       |
| 6                          | Deutschland   | 9:6         | 1,073       |
| 7                          | Belgien       | 9:11        | 0,956       |
| 8                          | Frankreich    | 7:10        | 0,914       |
| 9                          | Tschechien    | 5:14        | 0,904       |
| 10                         | Türkei        | 3:12        | 0,902       |
| 11                         | Bulgarien     | 6:15        | 0,873       |
| 12                         | Aserbaidschan | 1:15        | 0,739       |
| Nicht in der Zweiten Runde |               |             |             |
| 13                         | Kroatien      | 3:8         | 0,873       |
| 14                         | Slowakei      | 3:8         | 0,775       |
| 15                         | Spanien       | 2:9         | 0,898       |
| 16                         | Belarus       | 2:9         | 0,748       |

Deutschland spielte mit: Kathleen Weiß, Heike Beier, Maren Brinker, Mareen Apitz, Cornelia Dumler, Christiane Fürst, Corina Ssuschke, Kathy Radzuweit, Margareta Kozuch, Atika Bouagaa, Angelina Grün und Kerstin Tzscherlich. Trainer war Giovanni Guidetti.

## Einzelauszeichnungen
Der neue Europameister Italien hatte nicht nur die wertvollste Spielerin, sondern auch die beste Blockerin und Libera in seinen Reihen. Die anderen Auszeichnungen gingen ebenfalls an die vier besten Mannschaften des Turniers.
| wertvollste Spielerin (MVP) | Taismary Agüero                | Italien  |
| beste Scorerin              | Jekaterina Alexandrowna Gamowa | Russland |
| beste Angreiferin           | Małgorzata Glinka              | Polen    |
| beste Blockerin             | Jenny Barazza                  | Italien  |
| beste Aufschlägerin         | Jovana Brakočević              | Serbien  |
| beste Libera                | Paola Cardullo                 | Italien  |
| beste Zuspielerin           | Maja Ognjenović                | Serbien  |

## Qualifikation
Neben Gastgeber Belgien waren die Mannschaften, die bei der EM 2005 die Plätze eins bis sechs belegten, automatisch qualifiziert. Das sind Titelverteidiger Polen, der Zweite Italien, der Dritte Russland, der Vierte Aserbaidschan, der Fünfte Niederlande und der Sechste Türkei.
In sechs Gruppen mit je vier Teams spielten 24 Mannschaften im Sommer 2006 um die restlichen neun Plätze. In jeder Gruppe wurden zwei Turniere ausgetragen. Die Gruppensieger qualifizierten sich direkt, die Gruppenzweiten mussten eine zusätzliche Playoff-Runde mit Hin- und Rückspiel bestreiten.
In der Gruppe A mit Griechenland, Moldawien, Schweden und Spanien (2. bis 4. Juni in Spanien und 16. bis 18. Juni in Griechenland) setzten sich die Spanierinnen vor Griechenland durch.
In der Gruppe B mit Österreich, Tschechien, der Ukraine und Ungarn (26. bis 28. Mai in Ungarn und 2. bis 4. Juni in Tschechien) qualifizierten sich die Frauen aus Tschechien direkt und die Ukraine ging in die Playoff-Runde.
In der Gruppe C traf die deutsche Mannschaft auf Frankreich, Georgien und Lettland. Nachdem sich der DVV vergeblich um die Ausrichtung eines Turniers bemüht hatte, mussten die deutschen Frauen vom 26. bis 28. Mai in Georgien und vom 2. bis 4. Juni in Frankreich antreten. Sie gewannen alle sechs Spiele ohne Satzverlust und qualifizierten sich souverän für die Endrunde. Die Französinnen belegten den zweiten Platz.
Die Turniere der Gruppe D mit Bulgarien, Israel, Portugal und der Slowakei fanden vom 26. bis 28. Mai in Bulgarien und 2. bis 4. Juni in der Slowakei statt. Bulgarien und die Slowakei belegten auch die ersten beiden Plätze dieser Gruppe.
In Gruppe E mit Finnland, Luxemburg, Serbien und Slowenien sicherten sich ebenfalls die Gastgeber der Turniere (26. bis 28. Mai in Serbien und 9. bis 11. Juni in Slowenien) die Plätze eins und zwei.
In der Gruppe F spielten Bosnien und Herzegowina, Kroatien, Rumänien und Belarus bei Turnieren vom 2. bis 4. Juni in Rumänien und vom 16. bis 18. Juni in Bosnien. Kroatien setzte sich vor Belarus durch.
Die Playoff-Spiele der Gruppenzweiten fanden am 2. und 9. September statt. Frankreich gewann die beiden Spiele gegen Griechenland in Saint-Brieuc mit 3:1 und Gryfada mit 3:0. Belarus qualifizierte sich mit einem 3:0-Heimsieg und einem 3:2 in Slowenien für die Endrunde. Die Slowakei setzte sich mit 3:1 und 3:2 gegen die Ukraine durch.

## Medien
Nachdem der österreichische Internet-Sender Laola1.tv kurzfristig die Übertragung der Männer-EM übernommen hatte, wurden auch die Spiele der Frauen im kostenlosen Livestream übertragen.